# Серпент-Маунд
39°01′33″ пн. ш. 83°25′50″ зх. д. / 39.025858° пн. ш. 83.430444° зх. д.

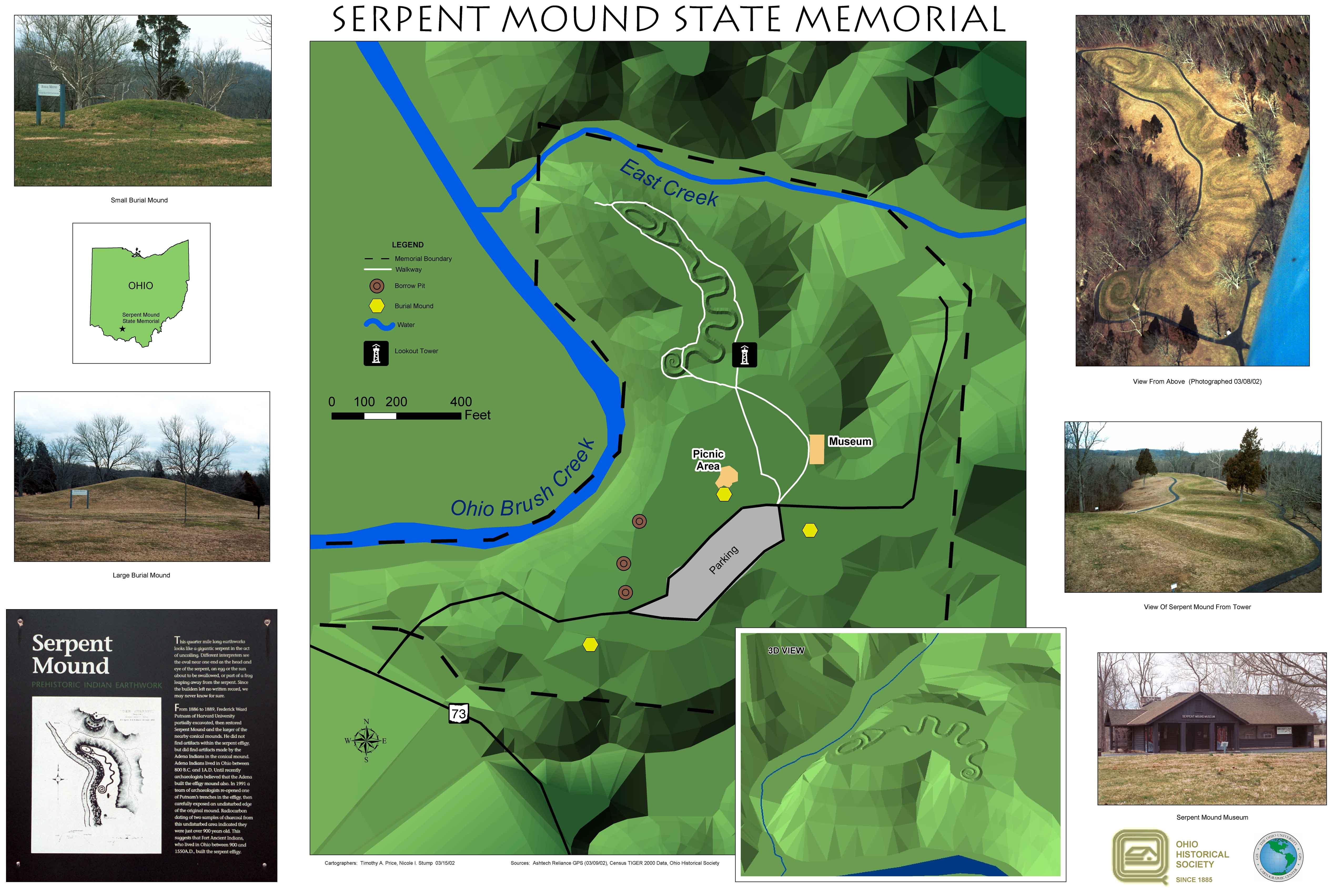
Цифрова GIS- карта Великого Зміїного Кургана, автори — Timothy A. Price b Nichole I. Stump, березень 2002.

Серпент-Маунд, або Зміїний курган, англ. The (Great) Serpent Mound — фігурний курган завдовжки близько 440 м і заввишки 1 м, розташований на плато кратера Серпент-Маунд уздовж річки Огайо-Браш-Крік в окрузі Адамс, штат Огайо, США.
Оскільки усередині кургану артефакти виявлені не були, дата споруди і приналежність тривалий час були предметом суперечок серед археологів. Найчастіше курган Серпент-Маунд відносили до наступних індіанських культур:
- Адена (800 до н. е.- 100 н. е.)
- Хоупвелл (200 до н. е.- 500 н. е.)
- Форт-Ейншент (1000 − 1650 н. е.).

Радіовуглецевий аналіз матеріалів, виявлених в 1996 р., визначив датування кургану близько 1050 р. н. е. Таким чином, нині найбільш вірогідною вважається приналежність кургану до культури Форт-Ейншент.
У безпосередній близькості від кургану виявлено поховання, що відносяться до культури Адена (800 до н. е. — 100 н. е.), тобто досконалі приблизно за 1000 років до спорудження кургану за версією підтвердженою радіовуглецевим методом датування.
Місіонер Джон Хекуелдер (John Heckewelder) записав легенду народу ленапе про загадковий народ аллегеві, або таллегеві, який нібито мешкав в давнину на території Огайо. Цей же народ згадується в легендах ірокезів. Спорудження курганів іноді приписується цьому народу, хоча, окрім легенд, про нього нічого не відомо.

## Ресурси Інтернету
- Вікісховище має мультимедійні дані за темою: Серпент-Маунд
- -- Ohio's Serpent Mound — segment of interview with Ross Hamilton, author of «The Mystery of the Serpent Mound» (4:19 minutes)
- Serpent Mound State Memorial
- Hopewell Culture National Historical Park
- Ohio History Teachers — Field Trips: Serpent Mound
- Minnesota State University Mankato — Archaeological Sites: Serpent Mound
- The Ohio Historical Society: Serpent Mound
- Ohio State Archaeological and Historical Society
- -- Ohio's Serpent Mound — Google Maps